# Транскапиталбанк
Транскапиталбанк (ТКБ) — частный российский коммерческий банк. Был основан 24.12.1992. Центральный офис расположен в Москве.

## История
Банк образован в конце 1992 года. Динамичное развитие банка началось в 1999 году, после его приобретения представителями среднего бизнеса и физическими лицами, включая команду топ-менеджеров во главе с Ольгой Грядовой. В начале 2006 года акционеры «Транскапиталбанка» приобрели контрольный пакет акций МПИ-банка. Топ-менеджмент и основная часть бизнеса МПИ-банка перешли в ТКБ. Банк ТКБ - головная организация одноименной банковской группы, в которую также входит «Инвестторгбанк» и Объединенная лизинговая компания (ОБЛИК).

## Собственники и руководство
Основные акционеры:
Ольга Грядовая (совместно с супругом Леонидом Ивановским и их сыном Евгением Ивановским) – 27,45%;
Юрий Березовский – 25,22%;
Вадим Брусиловский – 8,17%;
Шарафиддин Камаритдинов – 8,17%;
Роман Мирончик – 8,08%;
Татьяна Орлова (экс-акционер и дочь основателя банка «Возрождение» Дмитрия Орлова) – 8,08%;
Максим Соломко – 7,61%;
Борис Казаков – 2,84%;
миноритарии – 4,38%.

## Деятельность
Банк входит в число 50 крупнейших российских банков по размеру активов и уставного капитала по данным 2023 года. По данным на 1 апреля 2025 26 место по размеру активов, 37 место по капиталу (рейтинг Интерфакс). Банк является участником Системы обязательного страхования вкладов. Банк осуществляет все основные виды банковских операций, представленных на рынке финансовых услуг.
Стратегические бизнес-линии деятельности ТКБ: кредитование малого и среднего бизнеса, ипотечное кредитование и факторинг.
Банк является оператором новой платёжной системы Hello Pay, которую зарегистрировал ЦБ.
По заявлению заместителя председателя правления Транскапиталбанка Елены Ширинской, подключить банки Афганистана ТКБ попросил Всемирный банк в 2016 году: «Со временем ТКБ стал основным клиринговым банком для Афганистана. Мы наладили расчеты Афганистана с Казахстаном, Узбекистаном, Таджикистаном, Туркменистаном, Китаем, Вьетнамом, Южной Кореей через прямые корреспондентские отношения с финансовыми институтами этих стран».
Транскапиталбанк построил систему расчетов для стран, у которых нет прямых счетов в американских клиринговых банках. Для банков стран ближнего зарубежья он открывал лоро-счета и проводил платежи через свои ностро-счета. Все платежи проходили с использованием SWIFT. Это позволяло банкам-контрагентам ТКБ вести межрегиональную торговлю.
На начало 2022 г. в ТКБ имели мультивалютные счета все банки Таджикистана, Киргизии, Монголии, 80% банковских систем Узбекистана и закавказских республик, 60% банков Казахстана. По данным банка, оборот платежей по Центрально-Азиатскому региону за 2021 год составил более $2,5 млрд.
Поводом для санкций со стороны США стало обвинение Минфина США в том, что ТКБ создал систему расчетов для обхода международных санкций и предлагал свои услуги банкам в странах Азии, в том числе в Китае, и Ближнего Востока. Чтобы избежать обнаружения обхода санкционных ограничений, ТКБ проводил транзакции через собственную платежную систему TKB Business, которая является альтернативой SWIFT. Таким образом, он, в том числе обрабатывал платежи в долларах США для клиентов, находящихся под санкциями. ТКБ планировал создать расчетный центр в Азии, не привлекая американские или европейские банки к клиринговому процессу.

### Региональная сеть
У банка более 75 обособленных подразделений в Санкт-Петербурге, Ростове-на-Дону, Краснодаре, Перми, Нижнем Новгороде, Самаре, Новосибирске, Екатеринбурге, Ярославле, Калуге, Сыктывкаре и других городах. В ТКБ работает свыше 3000 сотрудников.

### Показатели
По итогам первого полугодия 2019 года активы банка составили более 266 млрд рублей. Собственный капитал составил 21,4 млрд рублей.
На 1 мая 2024 года активы банка составили более 408 млрд рублей. Собственный капитал составил 23 млрд рублей.

### Рейтинги
- Рейтинговое агентство Moody’s в июне 2019 года подтвердило международный долгосрочный рейтинг банку ТКБ — на уровне «B3», прогноз «стабильный»[источник не указан 427 дней].
- В 2020 году рейтинговое агентство НКР присвоило банку ТКБ кредитный рейтинг BBB-.ru со стабильным прогнозом[9]. В 2021 году рейтинг был подтвержден[10]; в 2022 году - рейтинг подтвержден, а прогноз изменен на «позитивный»[11]. В 2023 году рейтинг повышен с BBB-.ru до BBB.ru со стабильным прогнозом[12], в 2024 году оценка была подтверждена[13].

## Санкции
20 апреля 2022 года, на фоне вторжения России на Украину, Транскапиталбанк попал под санкции США за предложение вариантов обхода международных санкций. Также банк находится под санкциями Канады и Украины «за роль в содействии или поддержке неспровоцированного и неоправданного вторжения России в Украину».